# Cats (filme)
Cats é um filme musical americano-britânico de comédia dramática de 2019, baseado no musical homônimo, que por sua vez, foi baseado no livro Old Possum's Book of Practical Cats do poeta T. S. Eliot. Dirigido por Tom Hooper — seu segundo filme baseado em um musical, depois de Os Miseráveis — coreografado por Andy Blankenbuehler e produção executiva de Steven Spielberg.
É estrelado por Jennifer Hudson, Taylor Swift, James Corden, Rebel Wilson, Jason Derulo, Idris Elba, Ray Winstone, Ian McKellen e Judi Dench. A  Universal Pictures lançou o filme em 20 de dezembro de 2019. Como o longa tinha sido finalizado 12 horas antes da premiére mundial, algumas cenas estavam com efeitos especiais inacabados, levando o filme a ser refeito e a nova versão começou a ser exibida alguns dias após a estreia, algo inédito na indústria cinematográfica. O longa continuou sendo massacrado pelo público e crítica, sendo um fracasso financeiro considerado um dos piores filmes de 2019 e entrando para a lista dos piores filmes da história do cinema.

## Elenco
- James Corden como Bustopher Jones[2]
- Judi Dench como Old Deuteronomy[3]
- Jason Derulo como Rum Tum Tugger[4]
- Idris Elba como Macavity[5]
- Jennifer Hudson como Grizabella[6]
- Ian McKellen como Gus the Theatre Cat[7]
- Taylor Swift como Bombalurina[8]
- Rebel Wilson como Jennyanydots[9]
- Francesca Hayward como Victoria[10]
- Jaih Betote como Coricopat[11]
- Les Twins como Plato and Socrates[12]
- Jonadette Carpio como Jemima[13]
- Danny Collins como Mungojerrie
- Laurie Davidson como Mr. Mistoffelees[14]
- Robbie Fairchild como Munkustrap[15]
- Melissa Madden Gray como Lady Griddlebone
- Steven McRae como Skimbleshanks[16]
- Naoimh Morgan como Rumpleteazer[17]
- Daniela Norman como Demeter[18]
- Bluey Robinson como Alonzo[19]
- Freya Rowley como Jellylorum
- Ida Saki como Electra
- Zizi Strallen como Tantomile[20]
- Mette Towley como Cassandra[21]
- Eric Underwood como Admetus[22]
- Ray Winstone como Captain Growltiger
- Cory English como Maître D'
- Po-Lin Tung como Admiral Genghis

## Produção

### Desenvolvimento
Uma adaptação cinematográfica baseada no musical foi planejada inicialmente pela Amblimation nos anos 90, mas foi abandonada com o fechamento do estúdio.  Em dezembro de 2013, Andrew Lloyd Webber, criador e compositor da produção musical de Cats, anunciou indiretamente que a Universal Pictures, que havia comprado os direitos de adaptação do filme anos atrás, estava colocando o projeto em andamento.
Em fevereiro de 2016, foi divulgado que Tom Hooper estava em negociações para dirigir o filme, além de estar a selecionar o elenco feminino, incluindo a presença de Suki Waterhouse. Em maio de 2016, Hooper foi confirmado como diretor.
Em janeiro de 2018, Hooper e a empresa de produção cinematográfica Working Title Films começaram a selecionar oficialmente o elenco do filme, enquanto estudavam os aspectos técnicos do filme para saber se seria inteiramente live-action, CGI ou uma mistura de ambos os elementos. No mesmo período, Lloyd Webber anunciou que estava escrevendo uma canção inédita para a adaptação. Em 24 de outubro de 2019, foi anunciado que uma nova música intitulada "Beautiful Ghosts", escrita por Taylor Swift e Lloyd Webber, seria lançada. A música foi cantada por Francesca Hayward, seguida, mais tarde, por uma reprise de Judi Dench. A versão cantada por Swift foi lançada em 15 de novembro de 2019.

### Escalação
Em junho de 2018, houve relatos de que Anne Hathaway havia sido considerada para um papel no filme, mas ela recusou devido a um conflito de agenda. Em julho de 2018, Jennifer Hudson, Taylor Swift, James Corden e Ian McKellen se juntaram ao elenco. Swift já havia testado o papel de Éponine, em Les Miserábles, de Tom Hooper, mas recebeu a parte de Bombalurina sem uma audição.
Em setembro de 2018, Laurie Davidson e Mette Towley foram escalados, sendo Steven Spielberg anunciado como produtor executivo. Em outubro de 2018, Idris Elba e Judi Dench se juntaram ao elenco. Dench foi escalada para o musical original, mas foi forçada a abandonar a participação por um problema de saúde. Lloyd Webber e Hooper decidiram fazer do Old Deuteronomy uma mulher e ofereceram a ela o papel.
Em novembro de 2018, as dançarinas de balé Francesca Hayward e Steven McRae, bem como Rebel Wilson, Jason Derulo e Robert Fairchild se juntaram ao elenco com os ensaios começando no Leavesden Studios, em Hertfordshire, na Inglaterra. Andy Blakenbuehler coreografou o filme depois que Wayne McGregor abandonou o projeto por conflitos de agenda. Blankenbuehler também coreografou o retorno do musical da Broadway, em 2016. Em dezembro de 2018, Les Twins e Eric Underwood se juntaram ao elenco.

### Filmagens
As filmagens iniciais começaram em 12 de dezembro de 2018 e foram finalizadas em 2 de abril de 2019.

## Recepção
A obra de Tom Hooper foi recebida com comentários geralmente negativos da crítica especializada. No Rotten Tomatoes, portal que agrupa resenhas cinematográficas, o filme abrange uma aprovação de 19% com base em 325 críticas. No Metacritic, que assinala uma nota de até 100 pontos, o filme conta com 32 pontos com base em 51 críticas. O público entrevistado pela CinemaScore deu ao filme uma nota média de "C +" em uma escala de A+ a F, enquanto os da PostTrak deram uma média de 0,5 de 5 estrelas, com 30% dizendo que definitivamente o recomendariam. Em junho de 2021, o Rotten Tomatoes reportou em um editorial seu podcast "Rotten Tomatoes is Wrong" about Cats (o "Rotten Tomatoes está Errado" sobre Cats), onde é discutido se o filme está para se tornar "um clássico cult digno de ser revisto".
Numa avaliação de nota zero, o redator Tim Robey, do The Telegraph, escreveu: "A única maneira realista de consertar Cats seria esterilizá-lo ou simplesmente fingir que nunca aconteceu. Porque é um período histórico - uma calamidade rara e cheia de estrelas." Em outra avaliação de mesma nota, o redator Michael Phillips, do Chicago Tribune, escreveu: "Cats é o pior filme de 2019 ou simplesmente o mais recente erro de 2019? Leitor, juro por uma pilha de panquecas: Cats não podem ser derrotados por pura insensatez e julgamentos errados."
Jake Cole, da publicação Slant Magazine, afirmou que "a adaptação vai direto ao coração do material, que consiste em, basicamente, duas horas de gatos se apresentando". David Rooney, do The Hollywood Reporter, escreveu: "É quase insondável que este filme tenha passado por todas as reuniões preliminares de produção sem que alguém tenha interrompido dizendo que os 'gatos são assustadores'". Numa avaliação mista, Nicholas Barber, da BBC, escreveu que o filme "precisava de mais narrativa, mais comédia, mais cenas eletrizantes e mais coreografias que não tivessem sido extremamente editadas". Numa avaliação positiva para o USA Today, Brian Truitt escreveu: "Cats não é para todo mundo – grande parte é um filme médio e extravagante criado para substituir produções do tipo The Rocky Horror Picture Show. Porém, aqueles com mente aberta, assim como crianças pequenas e fãs de Swift, podem achar isso um pouco impertinente." Provando o seu insucesso, o filme obteve oito nomeações no Framboesa de Ouro, os prémios que elegem os piores filmes do ano, vencendo seis, inclusive Pior Filme. O autor do musical Andrew Lloyd Webber disse que o filme era "rídiculo", em especial por Hooper ter decidido não ter o envolvimento de ninguém da peça, e revelou que um ano antes da estreia tinha mandado um e-mail para o chefe da Universal alertando que o filme seria desastroso caso o estúdio não interferisse, que acabou sem resposta. Lloyd Webber até disse que a reação negativa a Cats o inspirou a adotar um cachorro.
O crítico do Universo Online Roberto Sadovski descreveu Cats como "um desperdício de tempo, de dinheiro, de talento e de recursos".
Waldemar Dalenogare disse que devido ao fato da Universal ter colocado o embargo nos críticos dos veículos de comunicação e nas redes sociais antes da estreia já dava para perceber que "era um indício de uma bomba na mão",  e depois escolheu o filme como o pior de 2019.